# Ernest Bryll

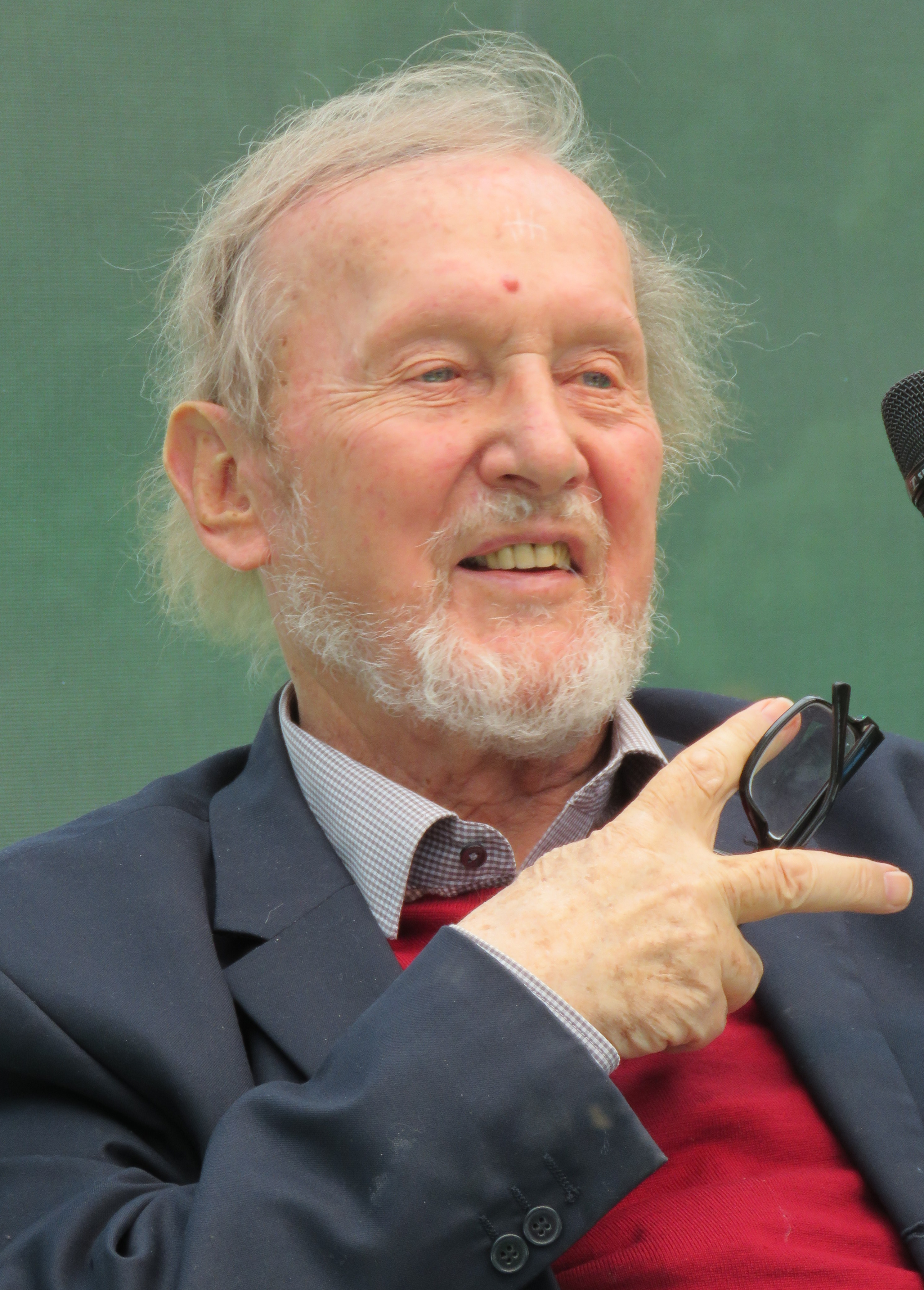
Ernest Bryll (2018)

Ernest Włodzimierz Bryll (* 1. März 1935 in Warschau; † 16. März 2024 ebenda) war ein polnischer Schriftsteller.

## Leben und Karriere
Bryll studierte in Warschau polnische Philologie und schloss sein Studium 1957 ab. Sein erster Band mit Gedichten erschien 1958. Sein Werk bestand neben Lyrik auch aus Prosa und dramatischen Arbeiten. Die literarische Strömung, für die er und Kollegen wie Stanisław Grochowiak lange Zeit standen, wurde wegen der vermeintlichen Glorifizierung der Hässlichkeit in Polen als Turpismus bezeichnet. Zahlreiche seiner Gedichte wurden vertont und von verschiedenen polnischen Gesangskünstlern dargeboten. Berühmt wurden auch seine Liedtexte zu Musicals wie Die Weihnachtsgeschichte zur Musik von Wojciech Trzciński.
Neben seiner Tätigkeit als Dichter war Bryll von 1991 bis 1995 Botschafter der Republik Polen in Irland.